# De ingebeelde zieke

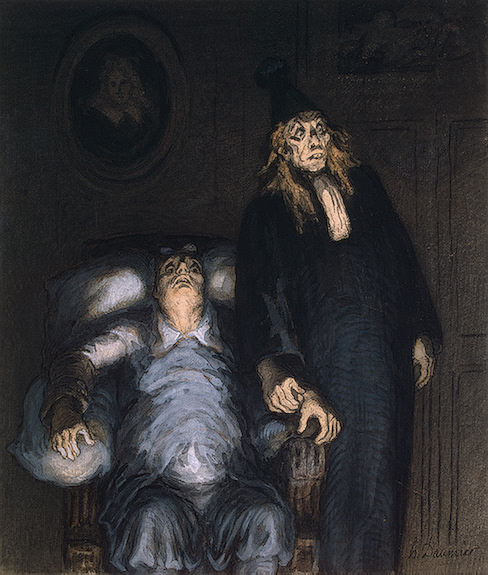
Honoré Daumier - De ingebeelde zieke

De ingebeelde zieke (Frans: Le Malade imaginaire) is een komedie van de Franse toneelschrijver Molière. In het stuk wordt de spot gedreven met de manier waarop sommige mensen hun ziekte overdrijven.
Er zijn drie akten. De verschillende uitvoeringen van het stuk kennen verschillende ensceneringen. Het originele toneelstuk bevat dansfragmenten en muzikale tussenstukken van de hand van componist Marc-Antoine Charpentier. Zo wordt het stuk in Frankrijk nog steeds opgevoerd.

## Eerste uitvoering
De première vond plaats in 1673. De hoofdrol van de hypochonder Argan werd, zoals gebruikelijk in zijn toneelstukken, gespeeld door Molière zelf. Het werd tevens Molières laatste toneelstuk. Molière stortte in tijdens de vierde opvoering op 17 februari, waarna hij nog dezelfde avond overleed.

## Synopsis
Argans dochter Angélique houdt van Cléante. Ondanks Argans goede gezondheid en zijn rijkdom schakelt hij almaar dokters in voor zijn ingebeelde darmproblemen en klaagt hij almaar over de rekeningen die hij daarvoor moet betalen. Om gratis medische verzorging te krijgen probeert hij zijn dochter Angélique uit te huwelijken aan een onaantrekkelijke arts. Argan ondergaat de verzorging en het sarcasme van huishulp Toinette en hij wordt bedrogen door zijn vrouw Béline.
Argan heeft nog een veel jongere dochter, Louisson. Wanneer zij na een ruzie doet alsof zij dood is, schrikt Argan toch enorm. Toinette en Béralde, de broer van Argan, laten Argan daarna zelf doen alsof hij dood is, wanneer Béline eraan komt. Wanneer zij niet erg treurig is, begrijpt Argan dat zij hem heeft bedrogen. Wanneer Angélique later wel om Argan verdriet heeft wanneer hij dezelfde truc nog eens heeft uitgehaald, mag zij van hem trouwen met haar Cléante.
Tevens helpen Toinette en Béralde Argan van zijn problemen af door hem zelf tot dokter te promoveren.